# Fossa di Adare
La fossa di Adare è una fossa oceanica situata nel cosiddetto Mare di Somov, un mare marginale dell'Oceano antartico.
La denominazione è stata proposta da Steven C. Cande, della Scripps Institution of Oceanography, in associazione con la Penisola Adare e il Capo Adare, in onore di Edwin Wyndham-Quin, III conte di Dunraven e Mount-Earl, visconte di Adare in Irlanda, amico dell'esploratore inglese James Ross.
La denominazione è stata approvata dall'Advisory Committee on Undersea Features nel Settembre 1997.